# Львівський фізико-математичний ліцей
Львівський фізико-математичний ліцей-інтернат при Львівському національному університеті імені Івана Франка (скорочено — ЛФМЛ) — середній навчальний заклад при Львівському національному університеті імені Івана Франка, призначений для навчання обдарованих дітей старшого шкільного віку за двома профілями: фізико-математичним і хіміко-біологічним.
Найкращий загальноосвітній навчальний заклад України за рейтингом журналу «Фокус» (2012 та 2017).

## Історія
Ліцей засновано 1991 року в приміщенні колишнього інтернату, зведеному У 1960 році. Того ж року відбулися перші вступні іспити і почалося навчання. Засновниками ліцею були Західний науковий центр Академії наук Української РСР (в особі академіка Ярослава Підстригача) та Львівський державний університет імені Івана Франка. Спочатку навчання велося лише за фізико-математичним профілем; у 1994 році був започаткований хіміко-біологічний.
Директори ліцею:
- Хобзей Павло Кузьмович (1991–1993)
- Добосевич Мар'ян Станіславович (з 1993 року)

## Навчальний процес
Навчання в ліцеї відбувається за фізико-математичним та хіміко-біологічним профілями. Вступ проходить за результатами внутрішніх іспитів після 7 і 8 класів середніх загальноосвітніх шкіл. Конкурс становить приблизно два претендента на одне місце. Поза конкурсом зараховуються переможці III етапу всеукраїнських предметних олімпіад (перші та другі дипломи). Для учнів з інших міст діє гуртожиток. Ліцей є єдиною школою у Львівській області з шестиденним робочим тижнем.
Львівський фізико-математичний ліцей є організатором на території України Міжнародного математичного конкурсу «Кенгуру» та Міжнародного конкурсу з інформатики «Бобер»; а також є засновником Всеукраїнського фізичного конкурсу «Левеня».
Щорічно в день пам'яті покровителя закладу архангела Михаїла відзначається День ліцею.
Багато учнів ліцею беруть участь в предметних олімпіадах різного рівня, конкурсах захисту наукових робіт Малої академії наук України та інших турнірах. З профільних предметів учні ліцею беруть участь відразу в обласних олімпіадах, пропускаючи районні. Станом на 2012 рік, 470 учнів ліцею за всі роки його існування ставали переможцями IV етапу всеукраїнських олімпіад з математики, фізики, біології, хімії, екології, інформатики, англійської мови, економіки, географії. 24 ліцеїсти представляли Україну на міжнародних олімпіадах з математики, фізики, біології, хімії, інформатики та екології, з них 20 здобули медалі переможців. 11 ліцеїстів ставали переможцями Міжнародної Менделєєвської олімпіади з хімії.
Ліцей традиційно займає перше місце в області за підсумками зовнішнього незалежного оцінювання. За підсумками ЗНО 2011 року журналом «Фокус» його було названо найкращою школою України. Того ж року з трьох учасників тестування, які здали три предмети на максимальний бал, двоє були ученицями ліцею.

## Викладачі
Штат викладачів ліцею набирався на конкурсній основі, до викладання також запрошувалися науковці Львівського національного університету імені Івана Франка. У 2012 році в навчальному закладі викладало 40 педагогів. На звільнювані вакансії зазвичай претендують до 10 викладачів.
До числа викладачів ліцею входили:
- Богдан Дмитрович Воробець;
- доктор фізико-математичних наук Мирослав Стоділка;
- кандидати фізико-математичних наук Павло Хобзей, Юрій Ключковський, Євген Пенцак, Оксана Костів, Володимир Черняхівський, Олександр Гальчинський;
- кандидат педагогічних наук Олександра Палка та Дарія Біда;
- кандидат хімічних наук Михайло Ляхович;
- кандидат біологічних наук Катерина Глазунова (Муращук);
- кандидат філологічних наук Ольга Грабовецька, Ксенія Сімович, Олександра Захарків;
- Народний вчитель України, кавалер Ордена Княгині Ольги Лілія Олексин;
- заслужені вчителі України Володимир Алексейчук, Раїса Кузик, Мар'ян Добосевич, Микола Петрунів, Василь Гаврилюк, Богдана Семчишин, Михайло Муращук, Лариса Муращук,  Таратула Оксана[9], Андрій Добосевич;
- заслужений майстер спорту СРСР Володимир Цар;
- Теличин Ігор Михайлович — кавалер ордена «За заслуги»[10].

Колишня ліцейська вчителька Валентина Дольнікова — авторка найкращої програми з світової культури (переможниця конкурсу Міністерства освіти).

## У культурі
Випускник ліцею, відомий український письменник Любко Дереш, присвятив ліцейському життю свій перший роман «Культ». Прототипом навчального закладу, зображеного в ньому, був ЛФМЛ — у творі зображено деякі його особливості.